# 小野川 (福島県)
小野川（おのがわ）は、福島県の一級河川阿賀野川水系日橋川の第5次支流である。磐梯朝日国立公園の区域内にあり、1985年（昭和60年）に「小野川湧水」として名水百選に選定された。

## 地理・自然
西吾妻山山中に湧水する古くから「百貫の価にも換ふべからず」と呼ばれている百貫清水を源泉に南へ流れる。途中不動沢と合流し、小野川不動滝を形成したあと南西に向きを変え、小野川湖へと注ぐ。
西吾妻山を形成する火山噴出物に雪解け水や雨水が浸みこみ、磐梯高原に広がるブナの原生林が水源林となり、川の各所で川底から大量の地下水が湧き出している場所が確認されており、沢登やトレッキングコースも整備されている。